# Da capo

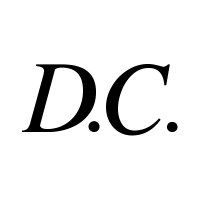
Figura 1. Da capo.

En la notación musical, da capo (del italiano, da capo ‘desde el principio’) es una expresión, abreviada generalmente como D. C., empleada por el compositor o por el editor para indicarle al intérprete que repita la música previa a la aparición de este símbolo en la partitura. Este tipo de indicaciones de repetición se suelen utilizar en notación para ahorrar espacio de escritura, por cuestiones históricas y de escritura.

## Descripción
La indicación da capo en pequeñas piezas musicales viene a ser lo mismo que un signo de repetición, sin embargo en las grandes composiciones puede aparecer después de una o más repeticiones de secciones menores, lo cual supondría un retorno al principio del todo.

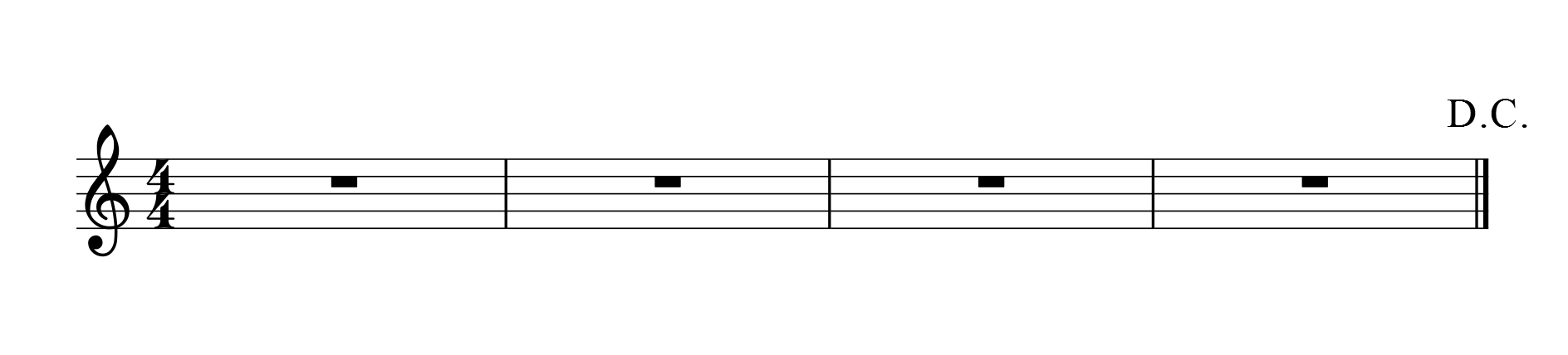
Figura 2. La interpretación de estos cuatro compases sería: 1-2-3-4-1-2-3-4.

Por lo general, la estructura resultante de la pieza al aplicarle esta indicación es la forma ternaria. En ocasiones el compositor señala la parte que ha de repetirse, por ejemplo, minueto da capo. En la ópera, un aria que presenta esta forma se denomina aria da capo, la sección que se repite a menudo se interpreta adornada con notas de gracia.
Asimismo, los directores de orquesta o coros suelen emplear de manera coloquial la expresión da capo durante los ensayos para dar a entender a los músicos o cantantes que hay que volver al principio de la obra que están interpretando.

## Tipos
Las variaciones de esta indicación son las siguientes:

### Da capoal fine
Da capo al fine, abreviado como D. C. al fine, indica al músico que debe repetir la pieza desde el principio hasta el final (ver figura 2), o bien hasta que aparezca la palabra «fine». (ver figura 3) que normalmente se sitúa al final de la pieza, movimiento, etc.

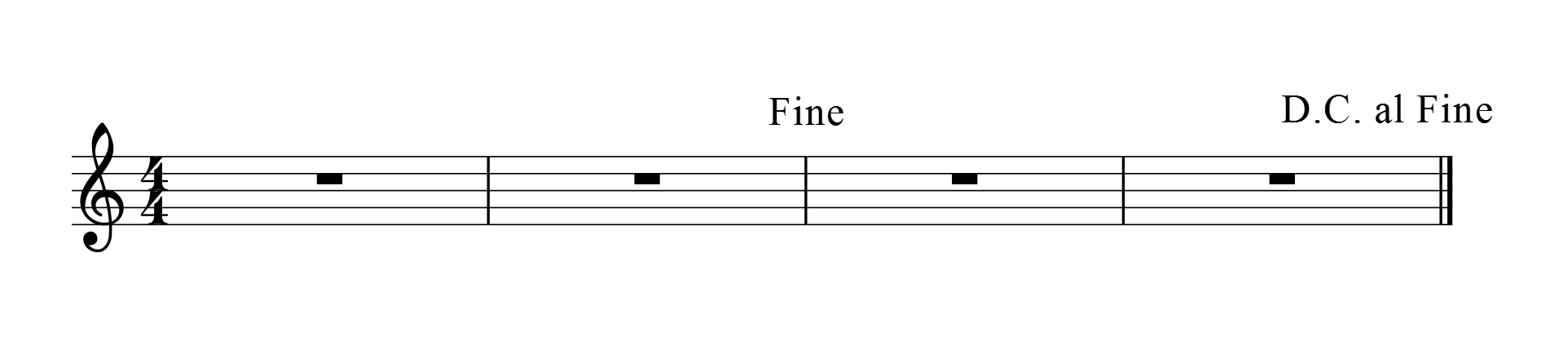
Figura 3. Da capo al fine. La interpretación de estos cuatro compases sería en este orden: 1-2-3-4-1-2.

### Da capo a la coda
Da capo a la coda, abreviado como D.C. al coda, significa literalmente ‘de la cabeza a la cola’. Indica al intérprete que debe repetir la pieza desde el principio, continuar tocando hasta llegar al primer símbolo de coda. Después debe pasar directamente hasta donde esté el segundo símbolo de coda y continuar tocando desde ahí hasta el final. El fragmento que va desde la segunda coda hasta el final a menudo es denominado la «coda» de la pieza o literalmente «final».

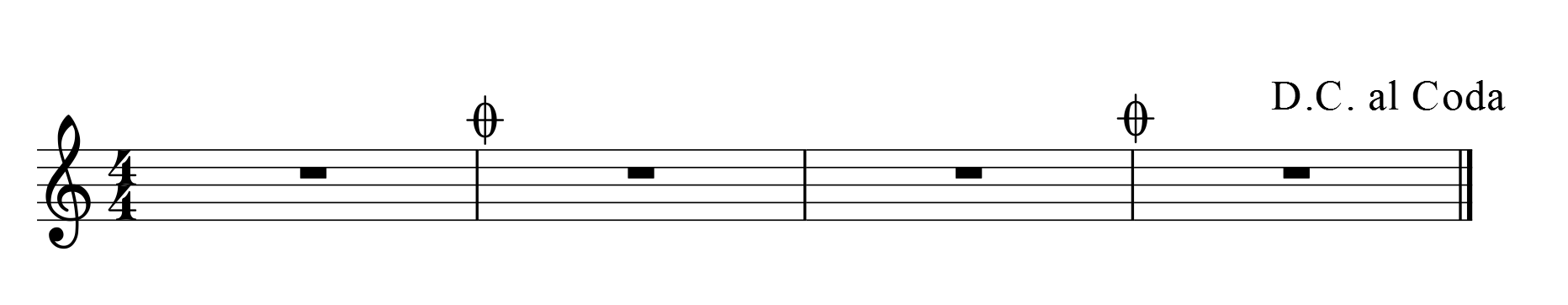
Figura 4. Da capo al coda. La interpretación de estos cuatro compases sería en este orden: 1-2-3-4-1-4.